# Смедестрат 33 (Харлем)
Смедестрат 33 (хол. Smedestraat 33) је капиџик у Харлему из друге половине 17. века, један од националних споменика (хол. rijksmonument) Холандије. Изнад капиџика је округли лажни прозор. Првобитно, капиџик је био коришћен само за разграничење две куће, а данас се користи за приступ кући.